# Markisinnan de Sade
Markisinnan de Sade (japanska: サド侯爵夫人?, Sado kōshaku fujin) är ett drama i tre akter av Yukio Mishima skrivet 1965. Pjäsen kretsar kring ett antal kvinnor som är släkt eller bekanta med markis de Sade (som själv aldrig framträder på scen), och kvinnornas olika åsikter omkring markisens göranden och låtanden driver handlingen. Markisinnan de Sade har beskrivits som "Sade sedd genom kvinnors ögon".
Flera svenska scenuppsättningar har gjorts, bland annat av Ingmar Bergman. Hans uppsättningar har även turnerat till ett antal andra länder.

## Handling och teman
Dramat utspelar sig åren 1772–1790 och handlar om betydelsefulla kvinnor i markis de Sades närhet – i synnerhet makan Renée, svägerskan Anne och svärmodern Madame de Montreuil. Dramat följer kända biografiska data och har beskrivits som ett kammarspel eller konversationsstycke där personer runt markisen pratar om honom och hans handlingar.
Det finns ett tydligt spänningsförhållande i pjäsen mellan Renée och hennes mor vad gäller deras uppfattningar om markisen. Det finns ett lika tydligt spänningsförhållande mellan systrarna Renée och Anne i deras rivalitet om samme man. Renée har under sin makes fängelsetid visat en obrottslig trofasthet gentemot honom som idé men vägrar till acceptera honom som människa. Hon föredrar därmed att bevara minnet av den han en gång var.
Den genom hela pjäsen omtalade markisen är aldrig med på scen, eftersom han under tiden är inspärrad på anstalt anklagad för perversa handlingar. Den sexhövdade rollsättningen är alltigenom kvinnlig, baserad på personer i markisens närhet eller omgivning. Enligt Ingmar Bergman (se nedan) lyckades Mishima i här gestalta "något farligt och förfärligt i sitt eget väsen". Pjäsen var, enligt Bergman, ingen självbekännelse utan en spegling; Mishima lät pjäsens kvinnliga rollgalleri spegla det som han sökte: "destruktionen, perversionen, passionen". I pjäsens slut antyds också atombomben, via en liknelse som var tydlig för efterkrigstidens japaner.

### Sex rollfigurer
Pjäsen innehåller sex rollfigurer som syns på scen. Mishima har har själv beskrivit dem som symboler för olika förhållningssätt gentemot Sade och det han står för, med markisinnan som den naturliga centralpunkten i föreställningen:
- Markisinnan Renée de Sade – maka till markisen de Sade; en hustrus hängivenhet
- Madame de Montreuil – mor till Renée; symbolen för lag, samhälle och moral[5]
- Madame de Simiane – religionen[5]
- Madame de Saint-Fond – köttsliga lustar[5]
- Anne, yngre syster till Renée – kvinnlig oskuld och principlöshet[5]
- Charlotte – tjänarinna hos markisinnan; den vanliga människan[5]

### Tre akter
Dramat är uppdelat i tre akter, placerade i tre olika år i slutet av 1700-talet men alla tre utspelande sig på ett och samma ställe – madame de Montreuils eleganta salong i Paris. Pjäsen är utformad som ett konversationsstycke och i princip enbart buren av samtalen med ett antal olika rollfigurer. Nedan ges basfakta om dessa:
1. "Första akten – hösten 1772".[5] Montreuil försöker ordna så att svärsonen blir fri från anklagelserna om osedlighet. Hon rekommenderar dottern Renée att söka skilsmässa, något som denna vägrar. Renées syster Anne är tillbaka från en resa i Italien, där hon umgåtts intimt med markisen (något som Renée känner till). Montreuil får ett vredesutbrott.
2. "Andra akten – september 1778".[5] Efter nya domstolsförhandlingar slipper markisen undan med böter. Markisen hinner dock rymma ur fängelset, innan han får vetskap om sitt snara frigivande. Fängelsevistelsen fortsätter. Upphetsade diskussioner förs mellan mor och dotter (Renée).
3. "Tredje akten – april 1790".[5] Handlingen utspelas nio månader efter franska revolutionen. Anne föreslår att hela familjen ska fly undan revolutionärerna till Venedig, något som avböjs. Markisen är på väg att släppas fri, medan Renée å sin sida bestämmer sig för att gå i kloster. Justine, romanen som markisen skrivit under sin fängelsetid, har särskild betydelse för de närvarande.[5] Det meddelas att den frisläppte markisen väntas på besök, och Renée förklarar att de inte får mötas.

## Produktion

### Bakgrund
Pjäsen var baserad på boken Sado kōshaku no shōgai ('Markisen de Sades liv') av Tatsuhiko Shibusawa. Mishima publicerade sin text 1965, och den första scenuppsättningen skedde i Japan samma år. Två år senare kom den ut i översättning till engelska, under titeln Madame de Sade (Grove Press). Sado kōshaku fujin räknas som Mishimas mest välkända pjäs och ett av de mest uppmärksammade verken inom modern japansk dramatik – shengeki.
Pjäsförfattaren Yukio Mishima, känd som den store stilisten i modern japansk litteratur, hade redan tidigare utmärkt sig med romaner och andra verk, där masochism och (homo)sexualitet var några teman. Mishima hade ett stort intresse för samurajernas krigarheder bushidō, och även detta ämne märks i Markisinnan de Sade. Hans nyfikenhet på markisinnans historiska beslut att vara trofast gentemot markisen så länge hon inte behöver träffa honom är det mysterium som ligger som botten i verket.
Mishima identifierade sig sannolikt med pjäsens markis, han som ibland sågs som en av anstiftarna till franska revolutionen. Själv längtade den revolutionärt lagde japanen efter att kunna förändra utvecklingen i ett Japan som han på 1960-talet tycktes se förlora sin själ till materialismen. Grundinnehållet i pjäsen är en serie filosofiska diskussioner omkring människans dubbelhet. Både Sade och Mishima ville undersöka den mänskliga förnedringen, människans destruktiva jag och ondskan som kraft, i letandet efter renhet och helighet. Ämnen som tro, makt, moral, revolution, klass och kön var grundteman som Mishima utgått från i sitt pjässkapande, liksom problematiken kring mysteriet och galenskapen inneboende i varje "normal" människa.

### Japanska uppsättningar
Originaluppsättningen av pjäsen skedde 14 november 1965, i Kinokuniya-salen i Tokyo. Uppsättningen var i regi av Takeo Matsuura och producerad av New Literature Theatre. Bland skådespelarna syntes Yatsuko Tannami ("Renée"), Yoshi Minami ("Madame de Montreuil"), Hideko Muramatsu ("Anne"), Natsuko Kahara ("Baronessan de Simiane"), Miki Masaki ("Grevinnan de Saint-Fond") och Junko Miyauchi ("Charlotte").

### Svenska uppsättningar

#### Av Ingmar Bergman
1967 – två år före sin död – besökte Mishima Sverige och Stockholm. Detta var möjligen i hopp om att Ingmar Bergman redan då skulle ta sig an verket.
Ingmar Bergman gjorde ändå till slut, 22 år senare, en uppmärksammad uppsättning som hade premiär 8 april 1989 på Dramatens lilla scen; totalt visades uppsättningen 162 gånger på Lilla scenen samt på andra svenska scener. Den omarbetades av Bergman för television 1992. I Bergmans scen- och TV-version sågs Stina Ekblad som markisinnan de Sade, Anita Björk som Madame de Montreuil och Marie Richardson som Anne tillsammans med Helena Brodin, Margaretha Byström och Agneta Ekmanner i övriga roller.
Föreställningen var tydligt influerad av det japanska no-spelet vad gäller sparsmakad scenografi, stiliserad dialog och återhållsamma rörelsemönster. Masker förekom dock inte. Bergman hade skalat bort mycket av förklaringar, sammanfattningar och konklusioner, med de långa dialogerna behölls. Däremot framträder rollfigurerna i klänningar eller olika kläder som markerar klass eller makt. 
Konversationsstycket uppmärksammades men fick ett blandat mottagande. Bland annat ansåg flera kvinnliga recensenter att pjäsen gestaltade manliga projektioner. Pjäsen ansågs dock ytterligt asketisk till det yttre men med en vibrerande sensibilitet och påtaglig skönhet.
Ingmar Bergmans scenuppsättning av pjäsen (se ovan) blev stor succé och flyttades även över till olika internationella scener. Under de kommande åren turnerade föreställningen till Århus (1989); Tokyo, Zürich, Jerusalem, Glasgow och Antwerpen (1990); Lissabon och Parma (1991); Vilnius, Taipei och Budapest (1993) samt New York (1993 och 1995). Det var samma skådespelare på gästscenerna som på Dramaten.

#### Av Stefan Larsson

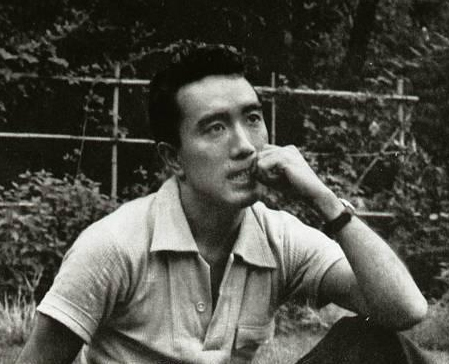
Yukio Mishima, författare till pjäsen.

Våren 2015 visade Dramaten pjäsen på scenen Elverket i regi av Stefan Larsson. I den uppsättningen spelades rollerna av:
- Madame de Montreuil – Marie Göranzon
- Grevinnan de Saint-Fond  – Ingela Olsson
- Renée, Markisinnan de Sade – Livia Millhagen
- Anne – Ana Gil de Melo Nascimento
- Baronessan de Simiane – Elin Klinga
- Charlotte – Mia Benson

Maria Bonnevie hade huvudrollen som Renée men drabbades av sjukdom en vecka efter premiären och föreställningen flyttades fram en månad. Hon ersattes av Livia Millhagen som då hade rollen som Grevinnan de Saint-Fond. Den rollen spelades därför av Ingela Olsson. Rebecka Hemse skulle ursprungligen spelat Anne men ersattes av Ana Gil de Melo Nascimento innan premiären.
Uppsättningen gjordes i en tid när BDSM genom Femtio nyanser-böckerna fått ny aktualitet i kulturen.

### Uppsättningar i andra länder
I Finland satte Svenska Teatern i Helsingfors upp pjäsen 1970, i regi av Carl-Axel Heiknert. Pjäsen spelades även på Dramaten i Stockholm, under ett gästspel där samma år.
2008 spelades pjäsen på Théâtre des Abbesses i Paris, till mycket goda kritikerrecensioner. Uppsättningen var i regi av Jacques Vincey.
2009 sattes Madame de Sade (den engelska titeln) upp på Donmer West End i London till blandad kritik. I denna uppsättning spelades "Renée" av Rosamund Pike, "Madame de Montreuil" av Judi Dench och "Grevinnan de Saint-Fond" av Frances Barber.